# Roberto Barbi
Roberto Barbi (Lucca, 25 marzo 1965) è un ex maratoneta italiano.

## Biografia
Il suo personal best nella distanza della maratona è 2 ore 10 minuti e 12 secondi (Venezia, 22 ottobre 2000), mentre nella mezza maratona vanta un pb di 1 ora 1 minuto 49 secondi (Gargnano, 24 settembre 2000).
Tra i suoi risultati più importanti spicca il 6º posto nella maratona di New York del 1998, classificandosi primo di tutti gli Europei.
Specialista della maratona, si è classificato 20º ai campionati del mondo di Siviglia nel 1999. Nel 2001 partecipa anche ai campionati mondiali di Edmonton, ma viene squalificato per doping. La squalifica inflitta a Barbi è durata dall'agosto 2001 all'agosto 2005, ma nel 2009 l'atleta viene interdetto a vita per una provetta risultata positiva all'EPO nel 2008.
Successivamente, la squalifica a vita viene commutata in squalifica a 15 anni fino al 9 marzo 2024.
Nonostante la squalifica, il 30 luglio 2017 prende parte alla XII edizione della gara podistica di corsa in salita Porretta - Corno alle Scale e tale partecipazione gli costerà un'ulteriore squalifica fino al 29 luglio 2032.
Nell'aprile del 2011 il campione olimpico Stefano Baldini annuncia di voler querelare Barbi, che in un'intervista fa espliciti riferimenti a Baldini sull'utilizzo di sostanze dopanti.

## Campionati nazionali
2000
- 13º ai campionati italiani assoluti, 10000 m piani - 28'52"41

2003
- 45º ai campionati italiani di maratonina - 1h07'09"

## Altre competizioni internazionali
1989
- 13º alla Maratona di Firenze ( Firenze) - 2h27'31"
- 36º alla Mezza maratona di Lucca ( Lucca) - 1h07'15"
- 6º alla Fuoricittà ( Livorno), 13,65 km - 42'48"

1990
- 11º alla Mezza maratona di Pistoia ( Pistoia) - 1h06'28"

1991
- 22º alla Maratona di New York ( New York) - 2h21'02"
- Oro alla Maratona di Gorizia ( Gorizia) - 1h05'11"
- 6º alla Mezza maratona di Prato ( Prato) - 1h05'42"

1992
- 30º alla Maratona di New York ( New York) - 2h21'37"
- 19º alla Roma-Ostia ( Roma) - 1h06'42"

1993
- Bronzo alla Maratona di Firenze ( Firenze) - 2h17'18"
- Argento alla Maratona del Mugello ( Borgo San Lorenzo) - 2h19'21"
- 4º alla Mezza maratona di Prato ( Prato) - 1h04'23"
- 7º alla Mezza maratona di Pistoia ( Pistoia) - 1h05'07"

1994
- Oro alla Maratona del Mugello ( Borgo San Lorenzo) - 2h22'16"
- 19º alla Stramilano ( Milano) - 1h04'11"

1995
- 7º alla Maratona di Torino ( Torino) - 2h15'08"
- Bronzo alla Maratona di Firenze ( Firenze) - 2h17'06"
- Oro alla Maratona del Mugello ( Borgo San Lorenzo) - 2h23'40"
- Oro alla Mezza maratona di Livorno ( Livorno) - 1h04'39"
- 5º alla Mezza maratona di Prato ( Prato) - 1h04'39"
- 4º alla Mezza maratona di Pistoia ( Pistoia) - 1h04'43"
- 14º al Giro podistico internazionale di Castelbuono ( Castelbuono) - 35'16"

1996
- Oro alla Maratona del Mugello ( Borgo San Lorenzo) - 2h18'27"
- Oro alla Mezza maratona di Livorno ( Livorno) - 1h04'54"
- Argento alla Maratonina del Campanone ( Capannori) - 1h05'18"
- 13º al Giro podistico internazionale di Castelbuono ( Castelbuono) - 35'04"

1997
- 15º alla Maratona di Parigi ( Parigi) - 2h16'32"
- Argento alla Maratona di Firenze ( Firenze) - 2h15'07"
- Oro alla Maratona del Mugello ( Borgo San Lorenzo) - 2h23'13"
- Bronzo alla Maratona di Livorno ( Livorno) - 2h21'35"
- Oro alla Straborbera ( Novi Ligure) - 2h22'00"
- 10º alla Mezza maratona di Prato ( Prato) - 1h05'41"
- 5º alla Mezza maratona di Pistoia ( Pistoia) - 1h05'46"
- Bronzo alla Maratonina del Campanone ( Capannori) - 1h05'52"

1998
- 6º alla Maratona di New York ( New York) - 2h10'55"
- 9º alla Maratona di Torino ( Torino) - 2h18'48"
- Oro alla Maratona del Mugello ( Borgo San Lorenzo) - 2h18'36"
- Oro alla Maratona del Piceno ( Grottazzolina) - 2h18'08"
- Oro alla Straborbera ( Novi Ligure) - 2h26'13"
- Oro alla Maratonina del Campanone ( Capannori) - 1h02'31"
- Oro alla Mezza maratona di Luni ( Luni) - 1h03'45"
- 5º alla Mezza maratona di Pistoia ( Pistoia) - 1h05'52"
- 8º al Giro podistico internazionale di Castelbuono ( Castelbuono) - 33'55"
- 17º alla BOclassic ( Bolzano) - 29'59"
- 4º alla Amatrice-Configno ( Amatrice), 8,4 km - 24'43"

1999
- Bronzo alla Maratona di Venezia ( Venezia) - 2h11'23"
- 4º alla Maratona di Roma ( Roma) - 2h10'46"
- 5º alla Stramilano ( Milano) - 1h02'09"
- Argento alla Mezza maratona di Busto Arsizio ( Busto Arsizio) - 1h03'03"
- Oro alla Mezza maratona di Luni ( Luni) - 1h04'03"
- Oro alla Vivicittà Firenze ( Firenze), 12 km - 35'45"
- 10º al Giro Media Blenio ( Dongio) - 29'10"

2000
- Bronzo alla Maratona di Venezia ( Venezia) - 2h10'12"
- 6º alla Maratona di Roma ( Roma) - 2h10'16"
- Argento alla Milano Marathon ( Milano) - 2h12'04"
- 7º alla Maratona di Torino ( Torino) - 2h11'28"
- 12º alla Stramilano ( Milano) - 1h02'33"
- Oro alla Mezza maratona di Empoli ( Empoli) - 1h02'35"
- Oro alla Mezza maratona di Luni ( Luni) - 1h04'03"
- 4º alla Mezza maratona di Prato ( Prato) - 1h02'53"
- 7º alla San Blas Half Marathon ( Coamo) - 1h08'06"
- 6º al Giro podistico internazionale di Castelbuono ( Castelbuono) - 34'08"
- 10º alla BOclassic ( Bolzano) - 29'00"
- Bronzo alla Roma Urbs Mundi ( Roma) - 28'45"
- 14º alla Cinque Mulini ( San Vittore Olona) - 35'33"
- 8º al Campaccio ( San Giorgio su Legnano) - 36'29"

2001
- Oro alla Maratona d'Europa ( Trieste) - 2h11'19"
- 4º alla Roma-Ostia ( Roma) - 1h02'40"
- 7º alla Stramilano ( Milano) - 1h02'45"
- Bronzo alla Mezza maratona di Prato ( Prato) - 1h03'13"
- 4º alla Mezza maratona di Pistoia ( Pistoia) - 1h05'14"
- Argento alla Fiesole Half Marathon ( Fiesole) - 1h08'43"
- 11º al Campaccio ( San Giorgio su Legnano) - 37'34"
- 6º al Cross della Vallagarina ( Villa Lagarina) - 28'47"
- 10º all'Amendoeiras em Flor ( Albufeira) - 30'48"

2003
- 5º alla Maratona di Lubiana ( Lubiana) - 2h20'02"
- 45º alla Mezza maratona di Arezzo ( Arezzo) - 1h07'09"

2004
- Oro alla ColleMar-athon ( Fano) - 2h14'59"
- 6º alla Maratona di Palermo ( Palermo) - 2h21'06"
- Oro alla Maratona di Pisa ( Pisa) - 2h15'47"
- Oro alla Maratona del Piceno ( Grottazzolina) - 2h15'01"
- Bronzo alla Maratona del Lamone ( Russi) - 2h19'18"
- Oro alla Maratona dei Marmi ( Carrara) - 2h23'35"
- Bronzo alla Maratonina del Campanone ( Capannori) - 1h04'37"
- Argento alla Mezza maratona di Cotignola ( Cotignola) - 1h05'59"
- Argento alla Mezza maratona di Porto Recanati ( Porto Recanati) - 1h06'18"
- 5º alla Mezza maratona di Faenza ( Faenza) - 1h07'49"
- Bronzo alla Mezza maratona di San Benedetto del Tronto ( San Benedetto del Tronto) - 1h06'07"
- 6º alla Mezza maratona di Verona ( Verona) - 1h07'04"
- 14º al Trofeo Cinque Torri ( Osimo) - 31'43"

2005
- Oro alla Pistoia-Abetone ( Abetone), 50 km - 3h20'45"
- Oro alla Maratona del Piceno ( Grottazzolina) - 2h16'44"
- Bronzo alla Maratona di Pisa ( Pisa) - 2h23'11"
- Bronzo alla Mezza maratona di Porto Recanati ( Porto Recanati) - 1h04'10"
- Bronzo alla Maratonina del Campanone ( Capannori) - 1h05'01"

2006
- Oro alla Maratona del Mugello ( Borgo San Lorenzo) - 2h21'21"
- Bronzo alla Maratona del Piceno ( Grottazzolina) - 2h20'06"
- 4º alla Cortina-Dobbiaco ( Dobbiaco), 31,5 km - 1h49'35"
- Oro alla Mezza maratona di Voltana ( Voltana) - 1h05'01"
- Bronzo alla Maratonina dei Magi ( Grottammare) - 1h05'40"
- Oro alla Mezza maratona di Falconara Marittima ( Falconara Marittima) - 1h06'35"
- Oro alla Mezza maratona di Faenza ( Faenza) - 1h07'13"
- Bronzo alla Mezza maratona di Cotignola ( Cotignola) - 1h07'13"
- 8º alla Mezza maratona di Centobuchi ( Centobuchi) - 1h11'43"

2007
- Oro alla Pistoia-Abetone ( Abetone), 50 km - 3h13'29"
- Oro alla 50 km di Romagna ( Castel Bolognese) - 2h53'40"
- Oro alla ColleMar-athon ( Fano) - 2h21'30"
- Oro alla Maratona del Mugello ( Borgo San Lorenzo) - 2h21'57"
- Argento alla Maratona del Lamone ( Russi) - 2h18'59"
- Oro alla Corsa al Monte Faudo ( Imperia), 24,5 km - 1h31'51"
- Oro alla Mezza maratona di Centobuchi ( Centobuchi) - 1h05'14"
- Oro alla Mezza maratona di Pietrasanta ( Pietrasanta) - 1h05'39"
- Oro alla Mezza maratona di Forlì ( Forlì) - 1h05'49"
- Oro alla Mezza maratona di Città di Castello ( Città di Castello) - 1h06'36"
- Oro alla Mezza maratona di Tolentino ( Tolentino) - 1h06'58"
- Oro alla Maratonina dei Magi ( Porto d'Ascoli) - 1h07'13"
- Oro alla Mezza maratona di Vado Ligure ( Vado Ligure) - 1h07'36"
- Oro alla Mezza maratona del Partigiano ( Bonelle) - 1h07'37"
- Oro al Gran Premio Liberazione ( Alfonsine) - 1h07'58"
- Oro alla Maratonina dei Marmi ( Marina di Carrara) - 1h08'15"
- Oro alla Mezza maratona di Castelfidardo ( Castelfidardo) - 1h08'48"
- Oro alla Reggello-Vallombrosa ( Vallombrosa), 13 km - 46'17"
- Argento al Palio Fiorentino ( Sesto Fiorentino), 12,6 km - 37'19"

2008
- Oro alla Strasimeno ( Castiglione del Lago), 58 km - 3h31'02"
- Argento alla ColleMar-athon ( Fano) - 2h22'15"
- Argento alla Maratona del Lamone ( Russi) - 2h17'20"
- Oro alla Maratona dei Borghi Frentani ( Lanciano) - 2h19'46"
- Oro alla Maratona dell'Adriatico ( Martinsicuro) - 2h21'26"
- Argento alla Maratona del Piceno ( Grottazzolina) - 2h26'09"
- Oro alla Corsa al Monte Faudo ( Imperia), 24,5 km - 1h31'01"
- Oro alla Mezza maratona di Scandicci ( Scandicci) - 1h05'51"